# Patria Libre (Perú)
Patria Libre es un partido peruano de izquierda que agrupa miembros del Movimiento Revolucionario Túpac Amaru (MRTA).

## Historia
Patria Libre surgió como un frente político impulsado por el MRTA que tenia como objetivo confluir las bases de la Unidad Democrático Popular (UDP) y el Bloque Popular Revolucionario, éste último conformado por bases de Izquierda Unida (IU) y el Partido Comunista Peruano que se habían acercado al MRTA y un grupo de congresistas liderados por Yehude Simon. De esta forma, Patria Libre fue fundada en el año 1991 por Simon. En los años 90, diversos integrantes de Patria Libre fueron detenidos por la DIRCOTE por formar parte del MRTA, siendo disuelta dicha organización en el año 1993.
En el año 2005, Patria Libre salió a la luz pública tras anunciar la candidatura presidencial del líder emerretista Víctor Polay Campos a las elecciones generales de 2006.
En el año 2008, en la sede de la Confederación Nacional Agraria, Patria Libre presentó su proyecto político. En enero de 2009, en el Hotel Bolívar, organizaron su primera Convención Nacional. En dicha convención eligieron a los miembros de su Dirección Nacional conformado por Martha Luza Zamalloa (como Secretaria General) y el emerretista Luis Villar Gamboa (como subsecretario). En dicha convención también participaron Emeterio Tacuri Huarcaya (vocero del partido), Aníbal Apari Sánchez (esposo de la emerretista Lori Berenson), José Carlos Abarca Callo y Roger Taboada Rodríguez. Además, se realizó una remembranza en homenaje a los emerretistas fallecidos tras la toma de la residencia del embajador de Japón. En julio de 2009, Villar Gamboa y Luis Ottivo Inga participaron en una conferencia organizada por el congresista Víctor Mayorga donde calificaron como "héroe" al emerretista Néstor Cerpa Cartolini. Los dirigentes de Patria Libre participaron en dicha conferencia por intermediación de Gustavo Espinoza Montesinos para denunciar una supuesta persecución política. En noviembre de 2009, se organizó una reunión de Patria Libre donde dieron vivas a Víctor Polay Campos, Lucero Cumpa y Peter Cárdenas Schulte. En dicha reunión participó el venezolano Alberto Carías Pedraza quien recomendó a los miembros de Patria Libre presentar "la candidatura [de] nuestros compañeros en mazmorras, Polay y quienes han sido secuestrados por el imperio, para asaltar el poder nacional" mediante las elecciones. Carías también manifestaría que "en mi calidad de observador les recuerdo que la lucha política se da en todos los terrenos, incluso en el terreno electoral, y que el objetivo final es tomar por asalto el poder".